# Angry Birds Rio
Angry Birds Rio este al treilea joc video din seria Angry Birds dezvoltat de către Rovio Entertainment.